# Marie-George Buffet
Marie-George Buffet (nascida em 7 de maio de 1949) é uma política francesa. Ela foi chefe do Partido Comunista Francês (PCF) de 2001 a 2010. Ela se juntou ao Partido em 1969, e serviu no governo como Ministra de Assuntos da Juventude e Esportes de 4 de junho de 1997 a 5 de maio de 2002. Buffet foi re-eleita em 16 de junho de 2002 para outro mandato de cinco anos na Assembleia Nacional como representante de Seine-Saint-Denis.